# Juhyně
La Juhyně est une rivière de Tchéquie de 33 km de long. Elle est un affluent de la Bečva et donc un sous-affluent du Danube par la Morava.